# 懷石料理

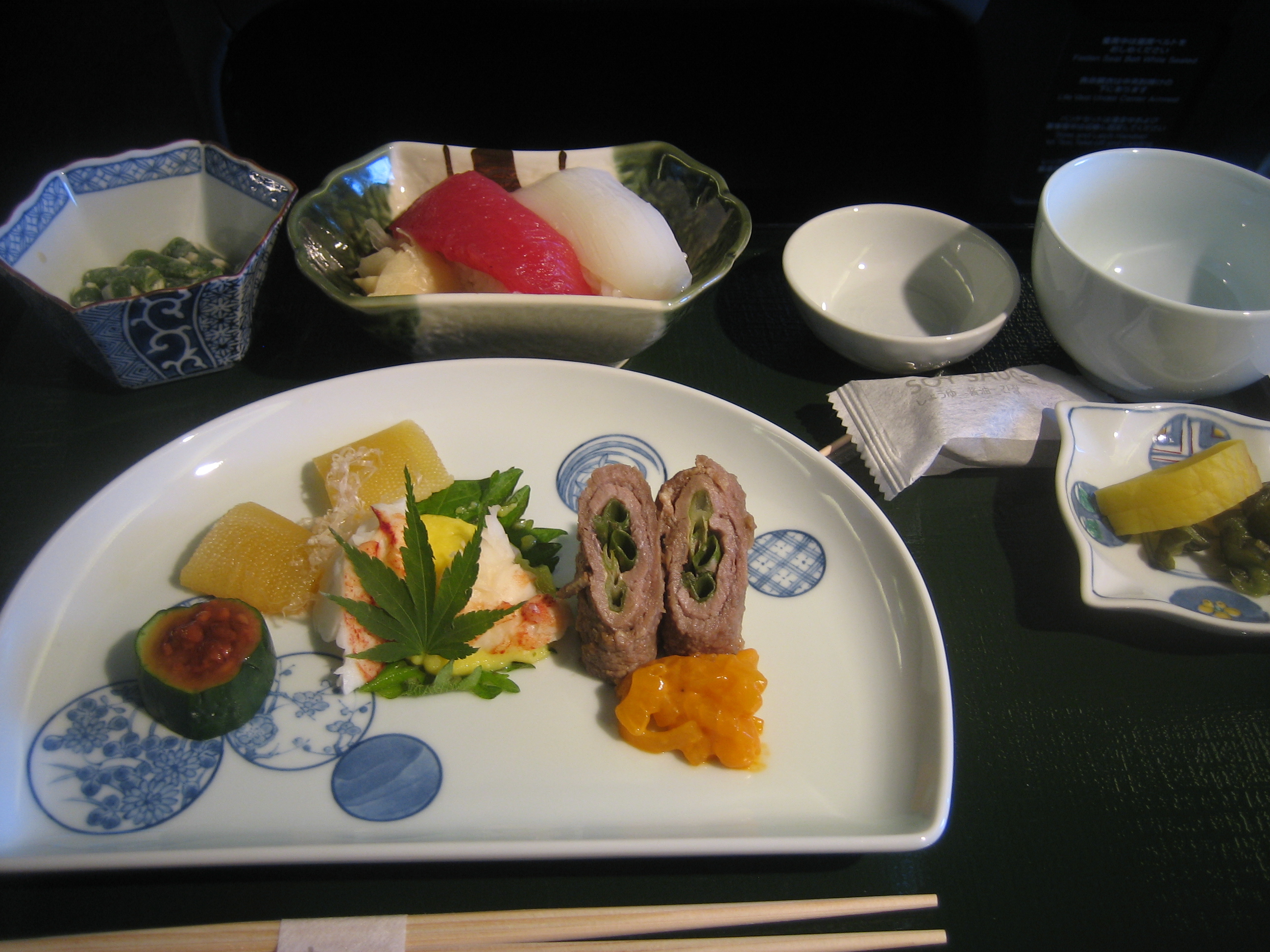
日本航空商務艙（Executive Class）的懷石料理

懷石料理原意為在日本茶道中，主人請客人品嘗的飯菜。現已不限于茶道，成為日本常見的高檔菜色。「懷石」指的是佛教僧人在坐禪時在腹上放上暖石以對抗飢餓的感覺。
其形式為「一汁三菜」（也有一汁四菜）。懐石料理講求極端精緻，不論餐具還是食物的擺盤都要求甚高（但食物的份量卻很少）而被一些人視為藝術品，而且高檔懐石料理也所費不貲。主要盛裝食物的器具有陶器、瓷器、漆器等。此外，知名的懷石料理店包括京都三條的辻留、大阪高麗橋的吉兆、滋賀縣東近江市的招福樓。

## 上菜次序

### 懷石

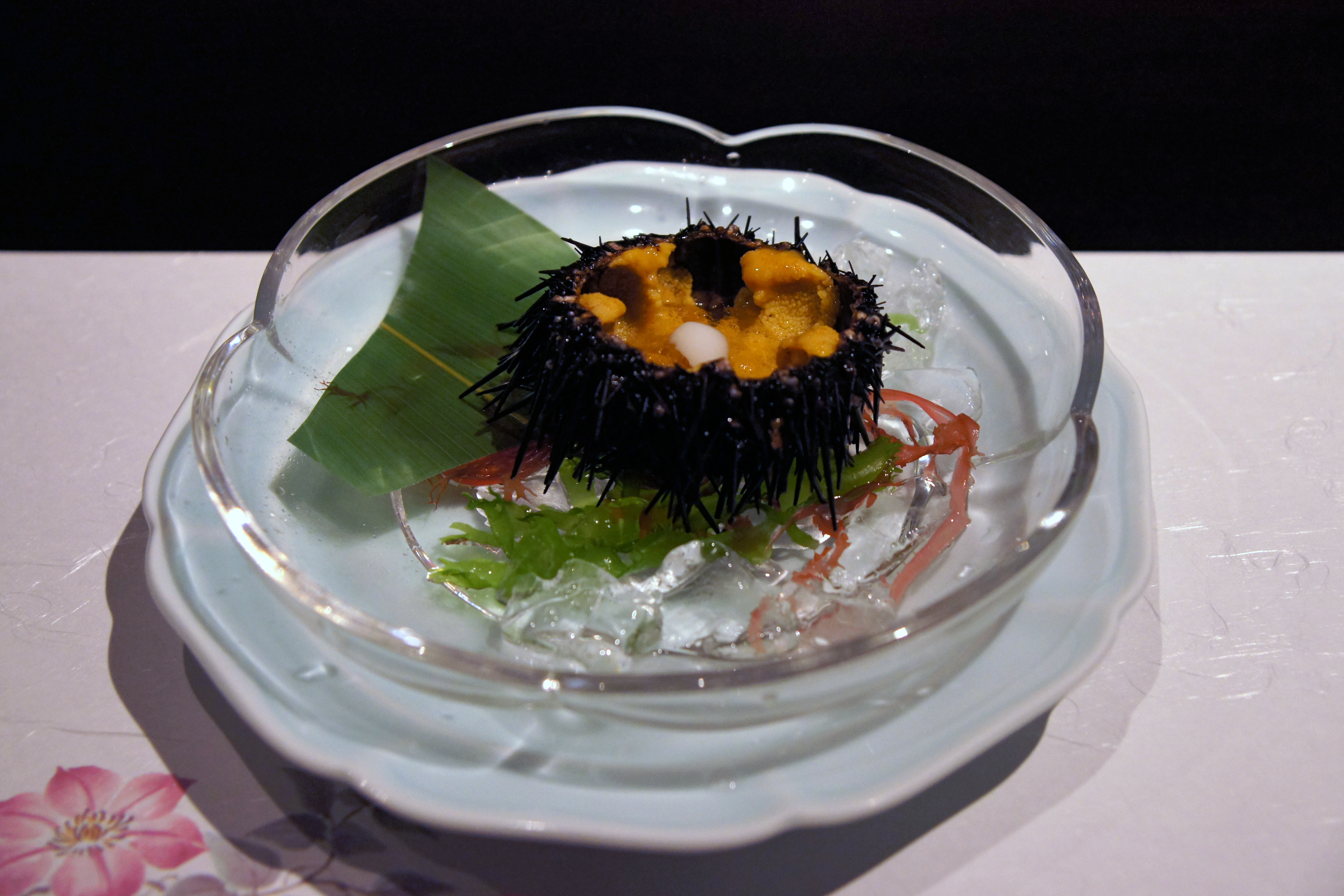
先附
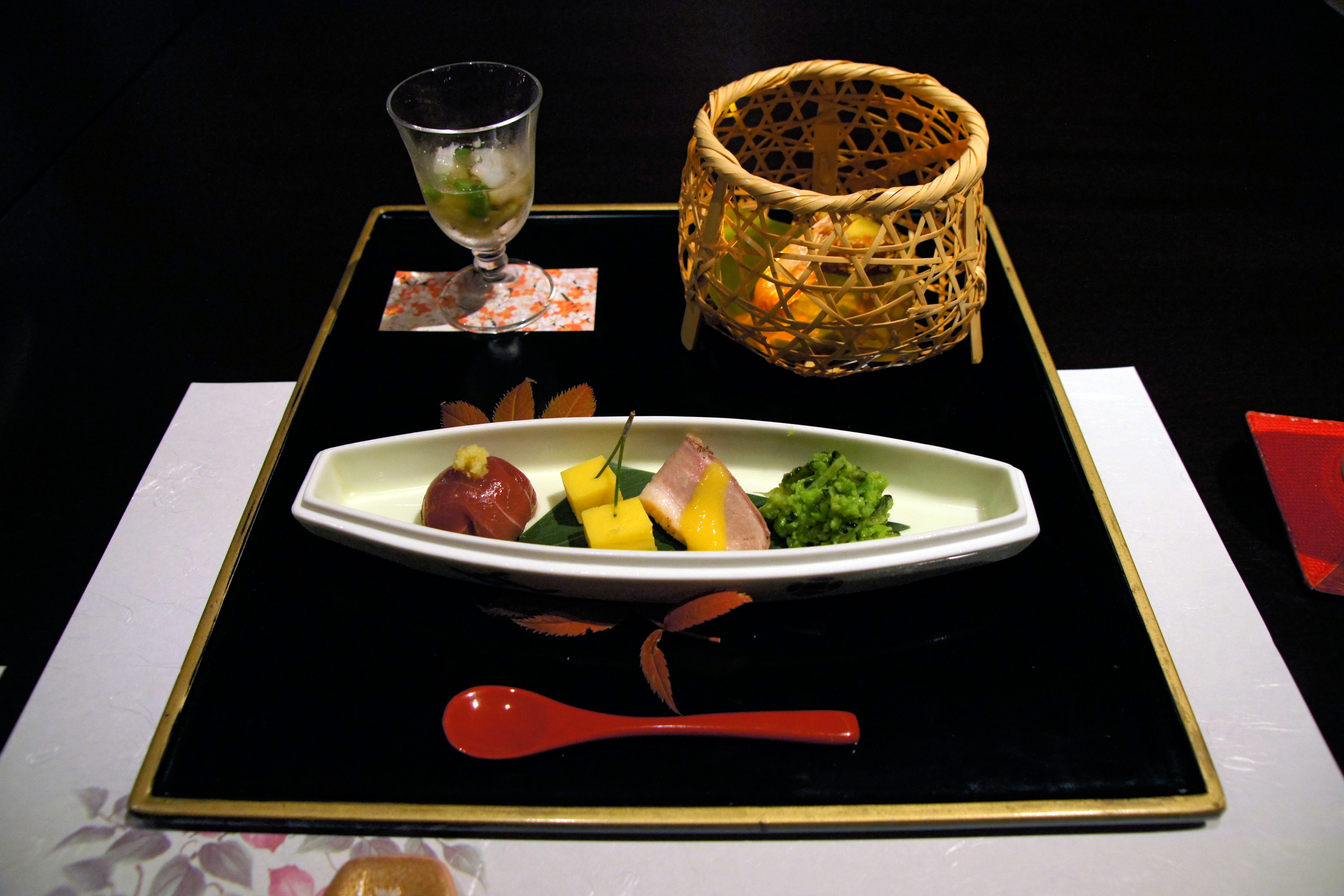
八寸
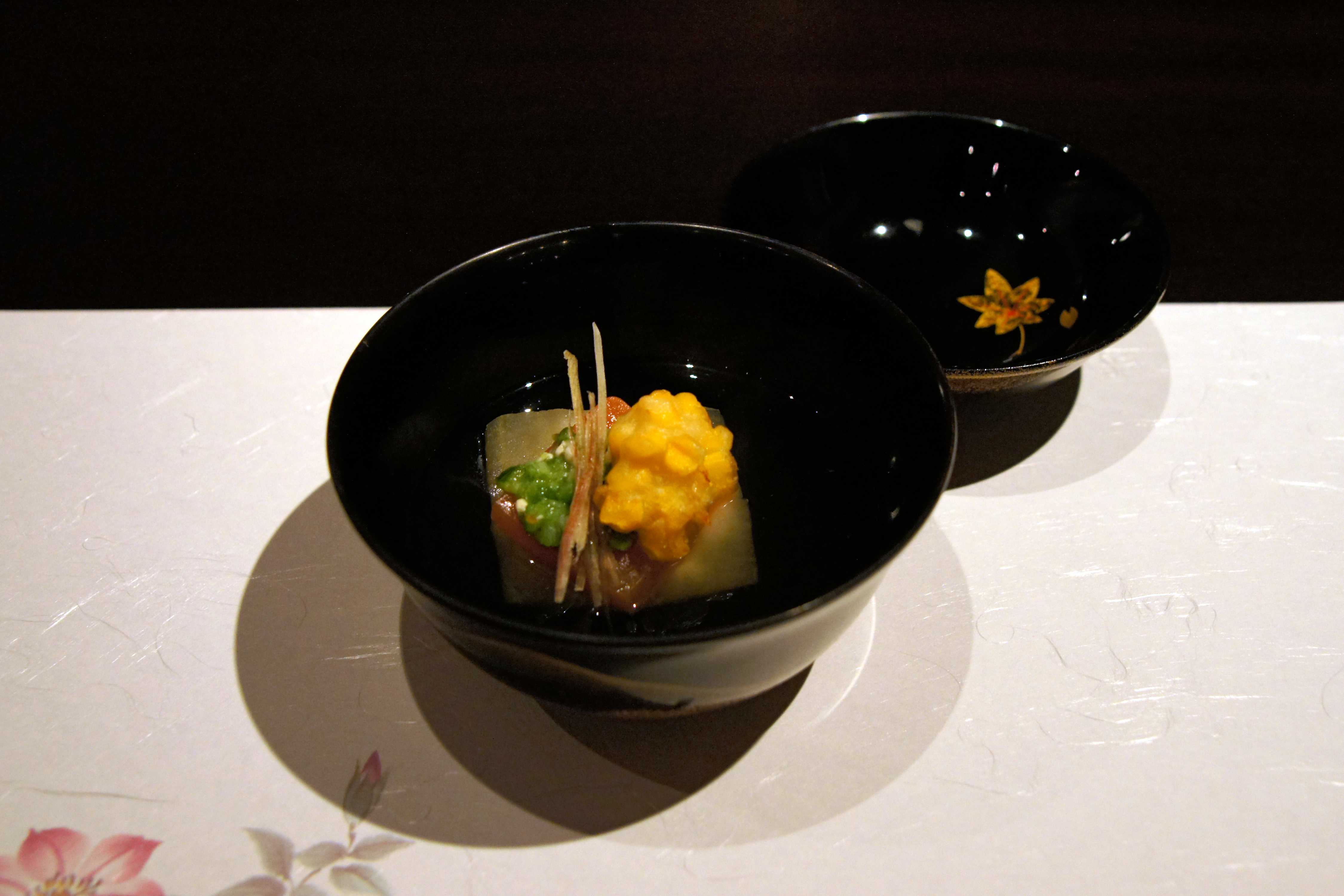
御椀
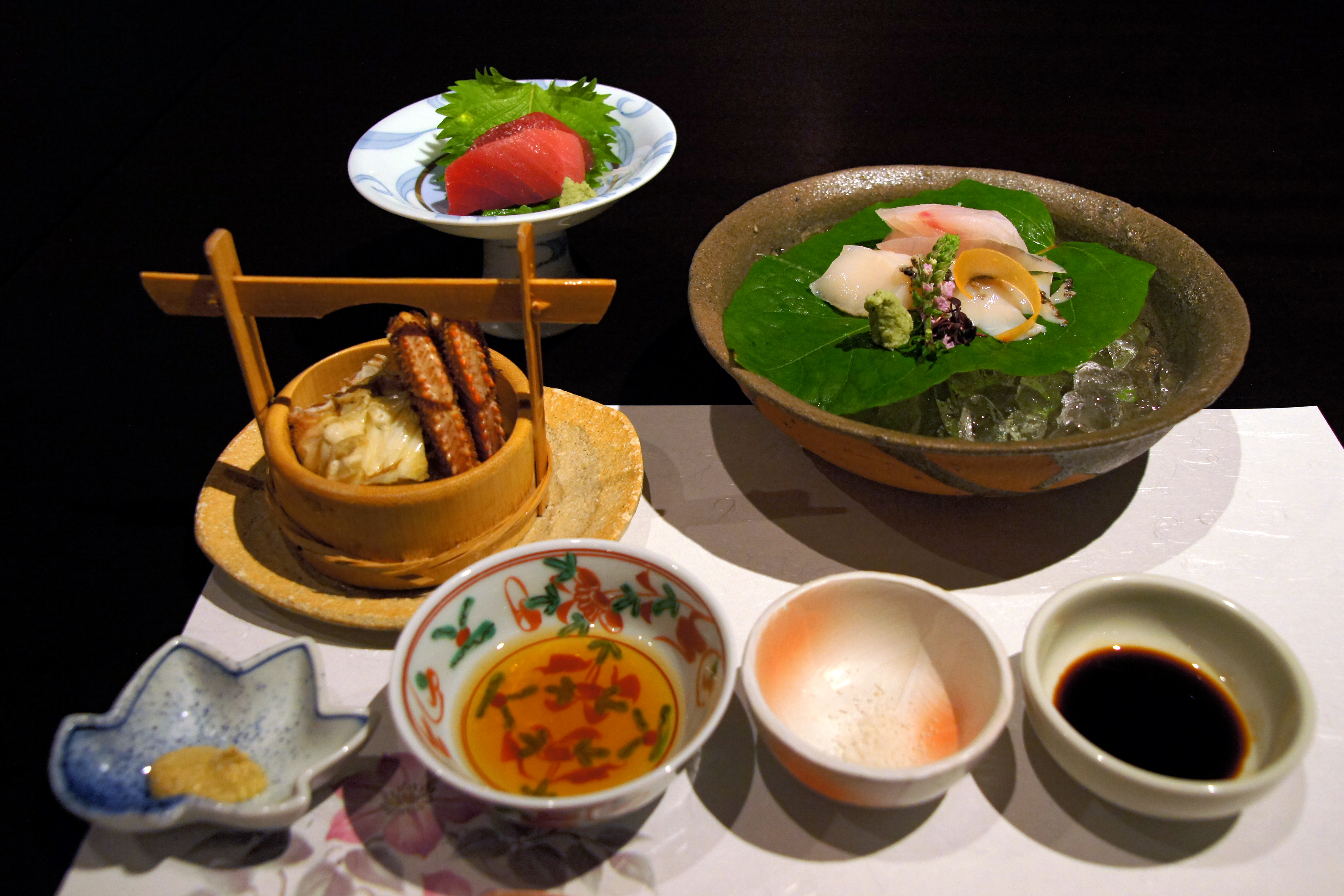
御造
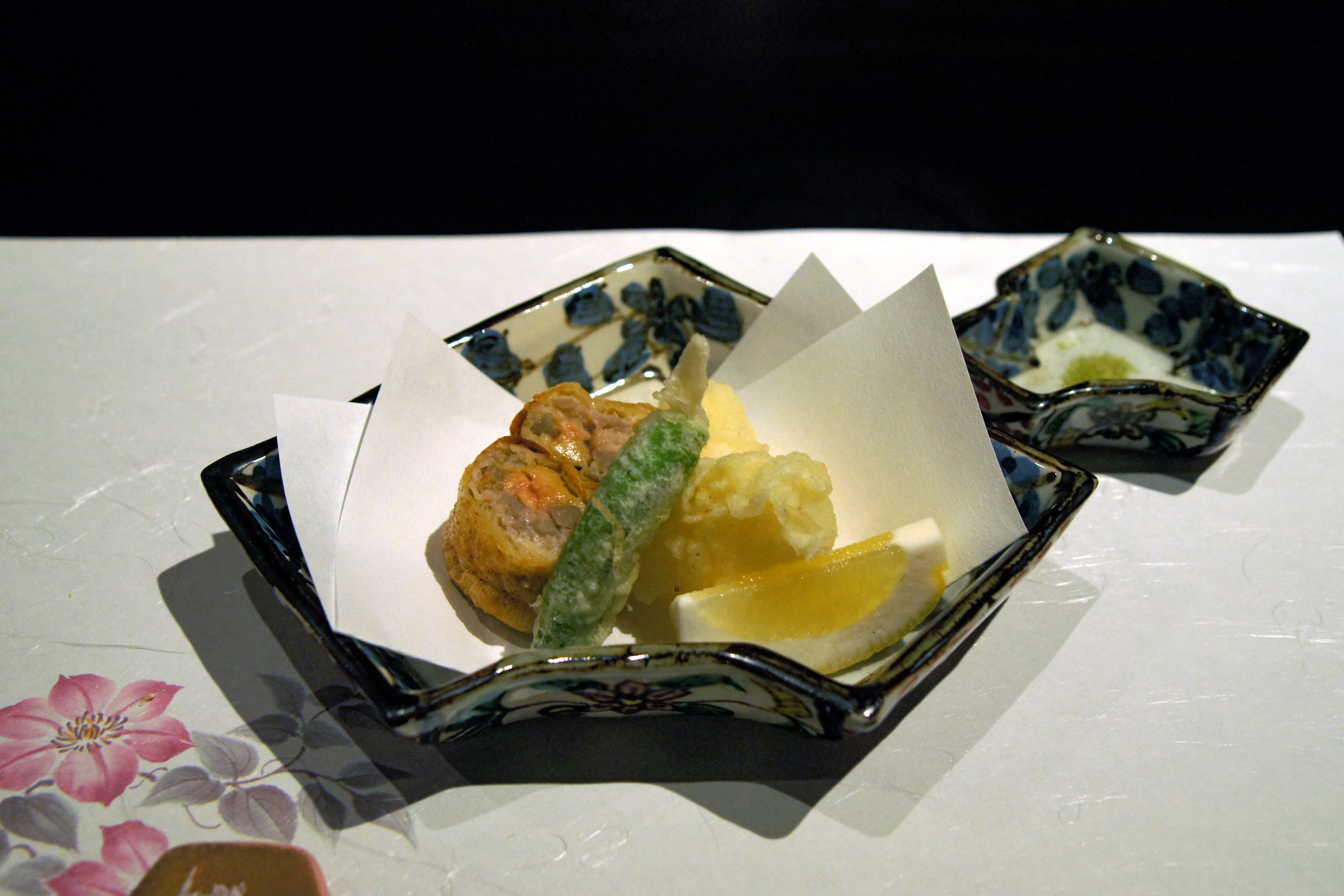
揚物
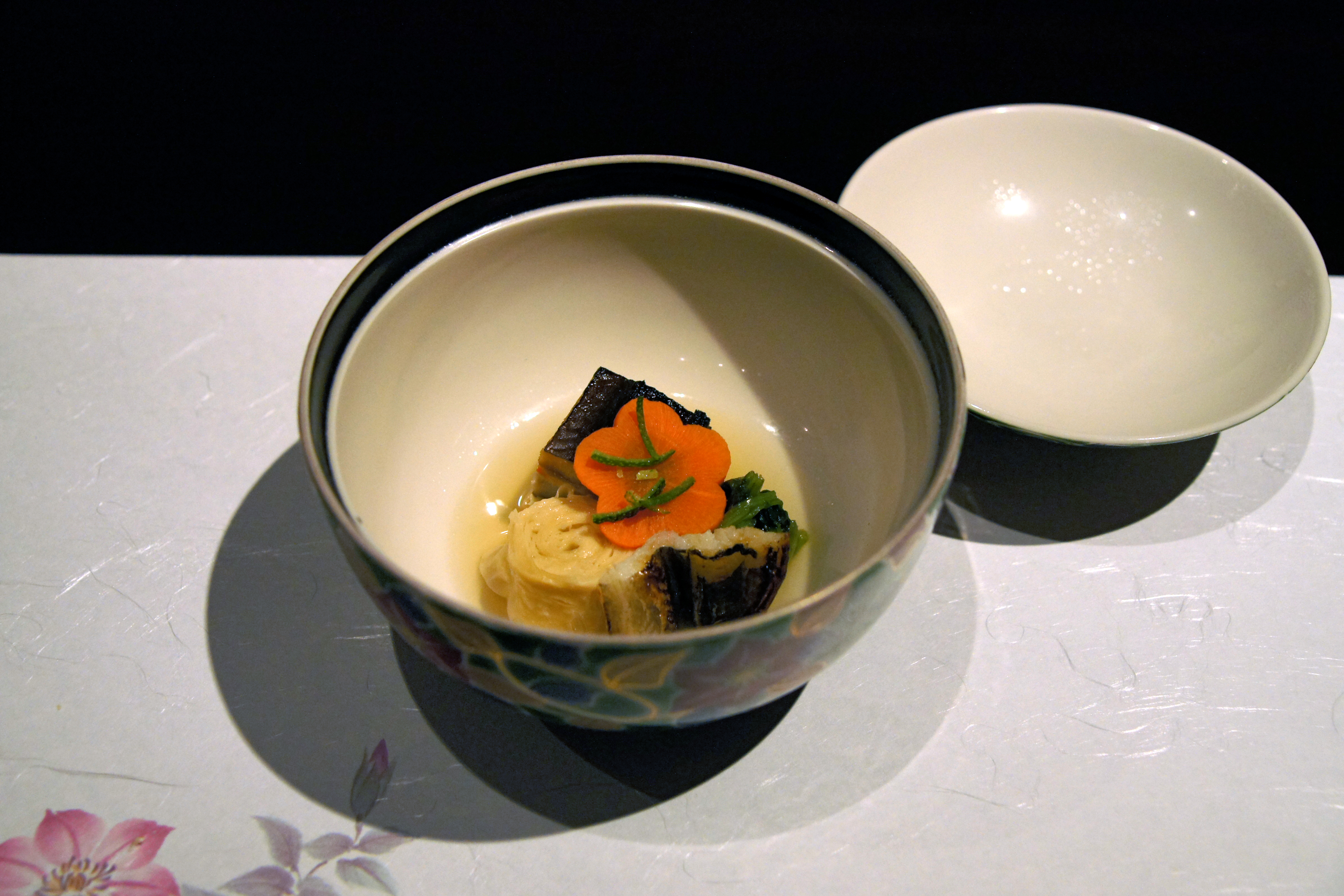
蓋物
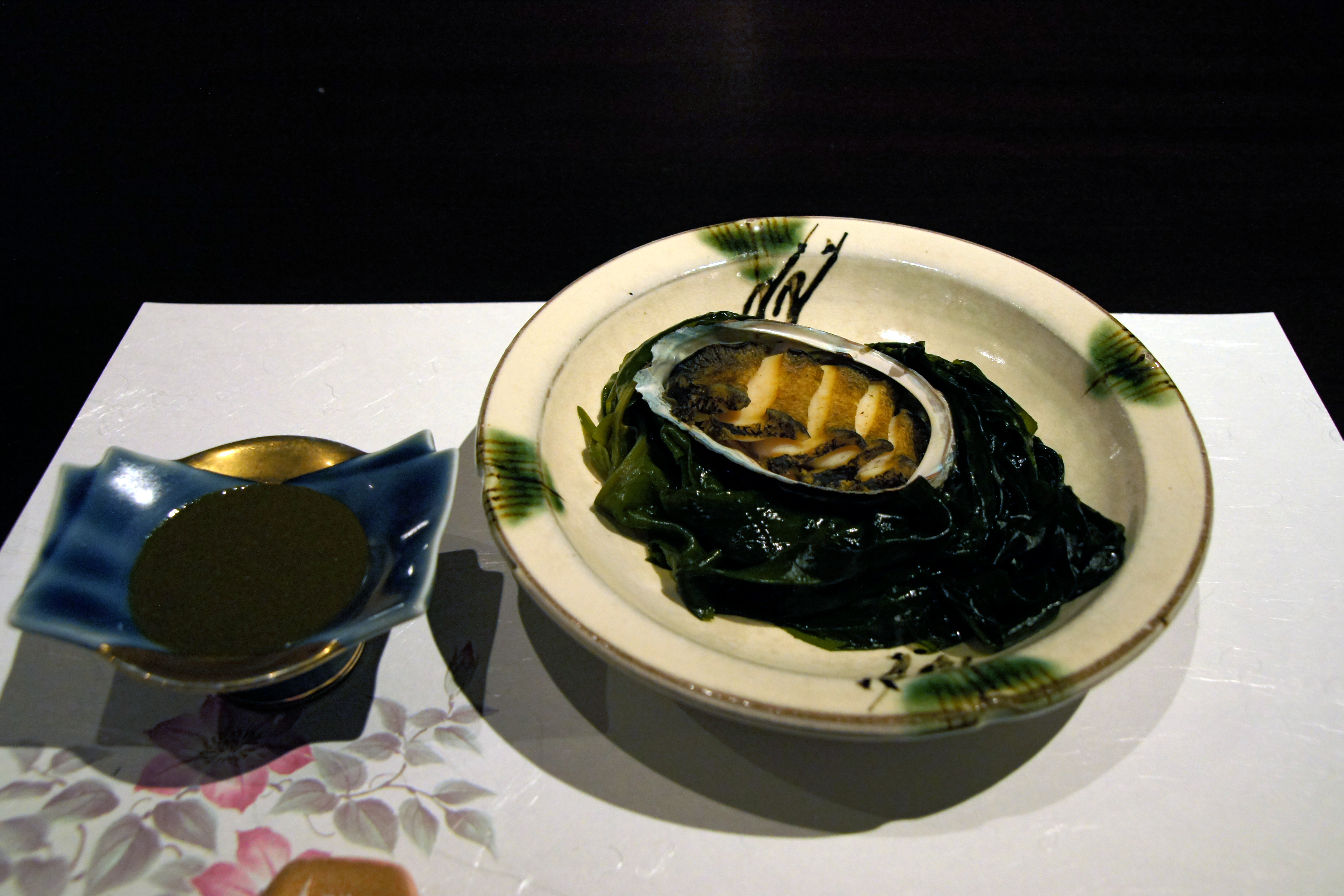
台物
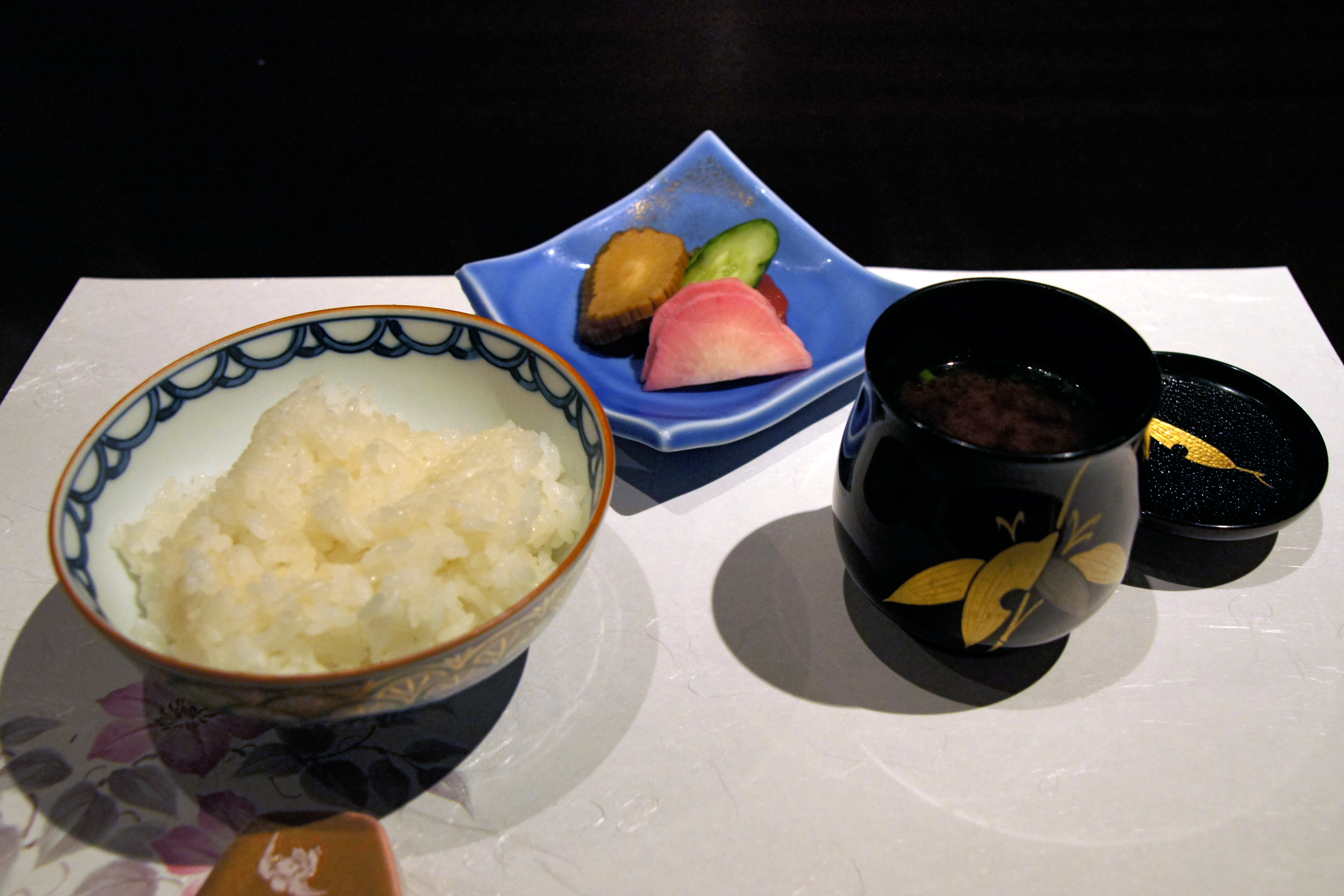
御飯・香物・止椀
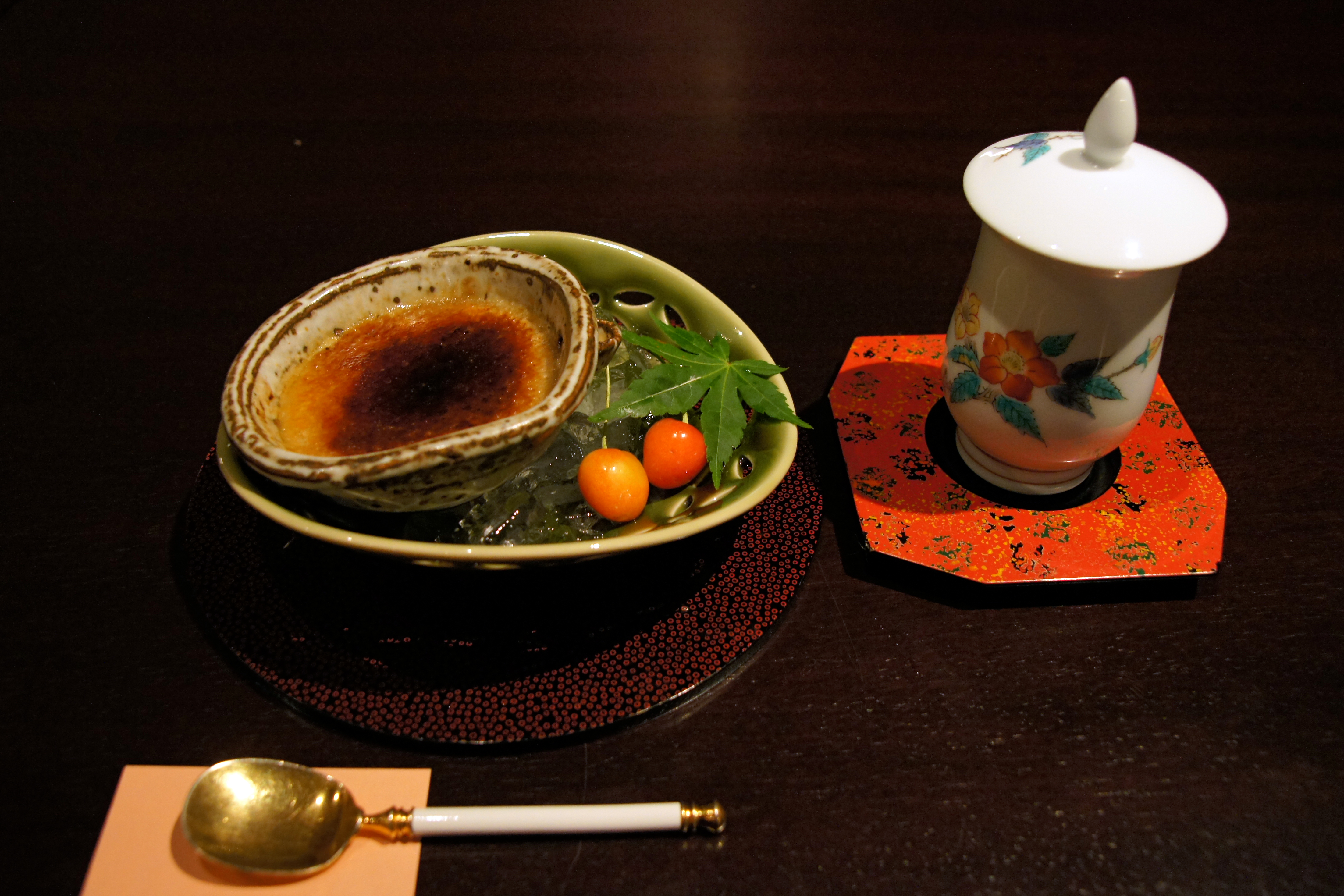
甘味（水物）

1. 八寸（Hassun，はっすん）
以季節為主題的菜色，通常為一種壽司與幾道較小份的小菜組合。
2. 先附（Sakizuke，さきづけ）
開胃用的小菜，調味輕盈和質感清新。
3. 向付け（Mukōzuke，むこうづけ）
季節性的生魚片。
4. 炊き合わせ（Takiawase，たきあわせ）
蔬菜、肉、魚、豆腐等食材切小塊悶煮。
5. 蓋物（Futamono，ふたもの）
有蓋食器裝盛的食物，通常為湯，或茶碗蒸。
6. 焼物（Yakimono，やきもの）
季節性的魚類燒烤。
7. 酢肴（Su-zakana，す　ざかな）
以醋醃漬的小菜。
8. 冷鉢（Hiyashi-bachi，ひやし　ばち）
用冰鎮過的食器來盛放熟食，可有麵條、凉拌时蔬、虾蟹肉等等。
9. 中猪口（Naka-choko，なか　ちょこ）
酸味的湯。
10. 強肴（Shii-zakana，しい　ざかな)
主菜，一般为烤制或煮制的牛肉、禽肉、鱼等等。
11. 御飯（Gohan，ごはん）
以米飯為主要食材的菜。
12. 香物（Kō no mono，こう　の　もの）
季節性的醃製蔬菜。
13. 止椀（Tome-wan，とめ　わん）
酱汤，以大醬為主料的湯，會放入豆腐、蔥花，有時候還有海鮮、菌類等等。
14. 水物（Mizumono，みずもの）
餐後甜點，蜜瓜、葡萄、桃等甜美多汁的傳統高級水果。

- 先附
- 八寸
- 御椀
- 御造
- 揚物
- 蓋物
- 台物
- 御飯・香物・止椀
- 甘味（水物）

### 茶懷石
1. 向こう付け
2. 煮物
3. 焼き物
4. 吸い物
5. 八寸
6. 湯桶
7. 香の物